# Pinacopodium congolense
Pinacopodium congolense là một loài thực vật có hoa trong họ Erythroxylaceae. Loài này được (S.Moore) Exell & Mendonça miêu tả khoa học đầu tiên năm 1951.